# Download Master
Download Master — безкоштовний менеджер завантажень з закритим початковим кодом, що працює під ОС Windows.
Створено українською компанією WestByte Software. Має аналог Internet Download Accelerator (IDA) і ліцензією shareware.

## Можливості
- Інтеграція у веб-браузери Яндекс.Браузер, Vivaldi, Internet Explorer, Opera, Netscape Navigator, SeaMonkey, Mozilla Firefox, Google Chrome, Microsoft Edge, Apple Safari.
- Завантаження файлів у декілька потоків.
- Підтримка BitTorrent.
- Вбудований FTP-клієнт.
- Підтримка плаґінів[3].
- Регульований режим для динамічного керування швидкістю завантаження, можливість встановлення пріоритетів для завантажень.
- Перехоплення посилань з буфера обміну.
- Вбудований пошук файлів, програм, ігор і музики.
- Мови інтерфейсу: українська, англійська, російська, білоруська, трансліт і ще близько 30.
- Рейтинг закачуваних файлів[4].
- Можливість звірки MD5-суми закачаного файлу;
- Можливість закачування відео з відеосервісів YouTube, Google Video, Metacafe, Break.com, ВКонтакті, RuTube, Відео@mail.ru, Rambler Vision, Corbina.TV, Відео bigmir)net, Відео PLAY.ukr.net[5].
- Підтримка файлу описів DESCRIPT.ION.

## Конфіденційність при використанні програми
Інформація з ліцензійної угоди до програми:
Download Master не передає жодної інформації про завантажувані файли, за якою можна ідентифікувати, хто закачував той чи інший файл або які файли закачувалися тим чи іншим користувачем.

### Політика конфіденційності
Download Master надсилає на сервер Downloads.Today інформацію про деякі посилання із зазначенням розміру файлу за цим посиланням. Відправляються посилання, які відповідають таким умовам:
- Не містять і не використовують логіни / паролі;
- Не є HTTPS-посиланнями;
- Розмір файлу за посиланням не менше 200 Кбайт;
- Файл не потрапляє до списку ігнорованих розширень («.jpeg», «.gif», «.htm», «.php» та ін.);
- Сайт, на якому розташований файл, не знаходиться у списку ігнорованих сайтів;
- Файл не знаходиться в локальній мережі;
- Посилання відповідає додатковим вимогам до приватності та безпеки.

Жодної прив'язки користувача до посилання не здійснюється. Відправлення посилань на сервер можна вимкнути в налаштуваннях програми, а також створити список ігнорованих посилань.